# Kurtinjärvi
Kurtinjärvi är en sjö i Finland. Den ligger i kommunen Taivalkoski i landskapet Norra Österbotten, i den centrala delen av landet, 600 km norr om huvudstaden Helsingfors. Kurtinjärvi ligger 226,4 meter över havet. Den är 24 meter djup. Arean är 3,11 kvadratkilometer och strandlinjen är 14,05 kilometer lång. Sjön  ingår i Ijo älvs huvudavrinningsområde. 